# Górki (gmina Sztum)

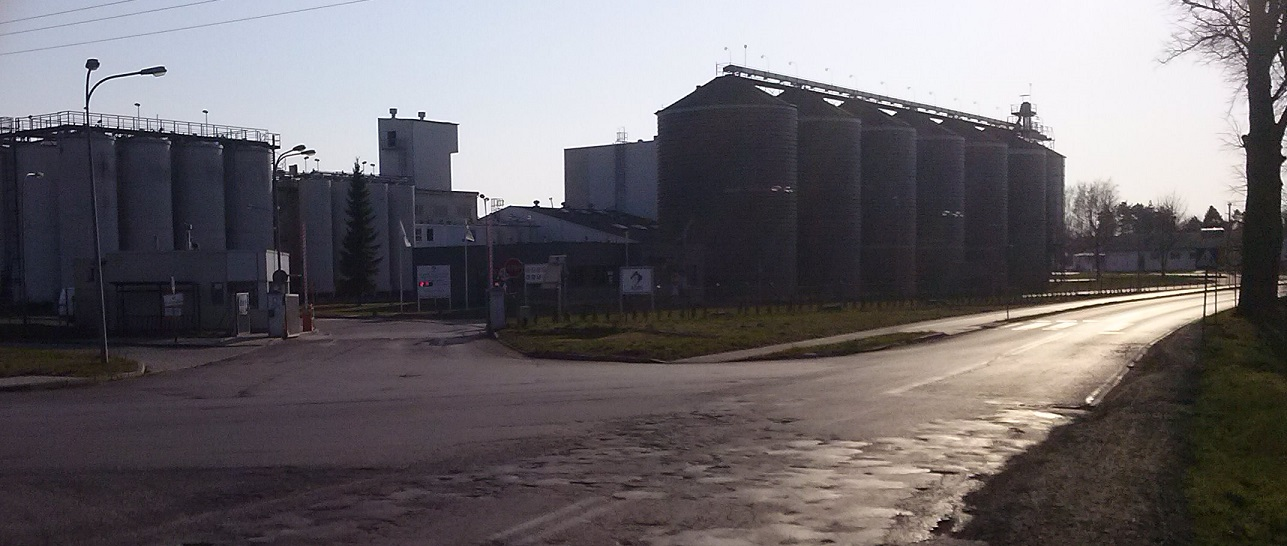
ADM Czernin z siedzibą w Górkach

Górki (niem. Gurken) – osada w Polsce położona w województwie pomorskim, w powiecie sztumskim, w gminie Sztum przy skrzyżowaniu dróg wojewódzkich nr 517 i 522.
W XV wieku pojawiło się określenie miejscowości „Gut auf dem Berge, das da liegt bei dem Hause Stuhm”. Jeszcze w tym samym wieku pojawiła się nazwa Gorky, a w XVII wieku nazwy Gurki i Górki. Występowały też niemieckie warianty Gurcken, Gurken i Berghausen. Przed II wojną światową wieś wraz z dworem i budynkami folwarcznymi należała do rodziny Donimirskich. Dwór wraz zabudową folwarczną po wojnie ustąpił miejsca tzw. POM-owi. Obecnie znajduje się tam siedziba ADM Czernin S.A.
W latach 1945–1975 miejscowość administracyjnie należała do województwa gdańskiego, a w latach 1975–1998 do województwa elbląskiego.